# 河蟾魚屬
河蟾魚屬（学名：Potamobatrachus），為輻鰭魚綱蟾魚目蟾魚科的其中一属。

## 下属物种
- 三棘河蟾魚 Potamobatrachus trispinosus